# B. サイ・プラニース
バミディパティ・サイ・プラニース（英語: Bhamidipati Sai Praneeth、ヒンディー語: भामिडीपटी साई प्रणीत、1992年8月10日 - ）はインド出身の男子バドミントン選手。世界ランクは最高10位。身長は176cm。